# Yasakani-no-Magatama

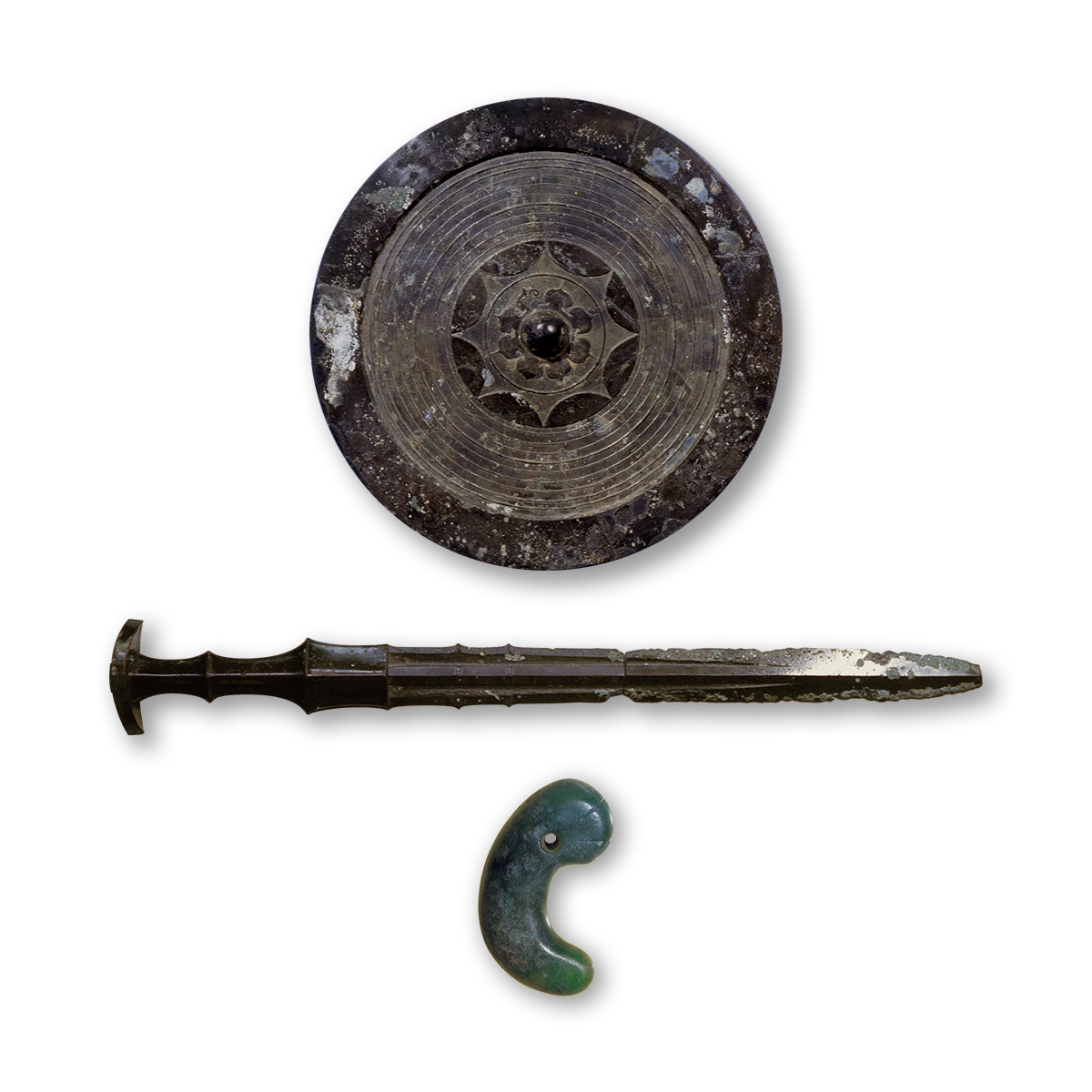
Reproduction du trésor impérial japonais. De haut en bas : le miroir de bronze Yata-no-Kagami, l'épée Kusanagi-no-tsurugi et le magatama Yasakani-no-Magatama.

Yasakani-no-Magatama (八尺瓊勾玉, yasakani no magatama) est un des trois objets du trésor impérial du Japon aux côtés de l'épée légendaire Kusanagi-no-Tsurugi et du miroir Yata-no-Kagami.

## Histoire
Selon le Kojiki, la déesse du Soleil Amaterasu aurait transmis, par l'intermédiaire de son fils Ninigi, les trois objets sacrés à Jinmu, considéré comme le fondateur du Japon et son premier empereur.
Le joyau est conservé au palais impérial de Tokyo et utilisé à de rares occasions, comme lors des cérémonies d'intronisation de l'empereur, qui se déroulent en privé.
Lors de la cérémonie de l'intronisation de l'empereur Naruhito le 1er mai 2019, marquant le début de son règne, trois écrins censés contenir les insignes impériaux dont Yasakani-no-Magatama lui sont présentés.